# 皮尼亚克
皮尼亚克（法語：Pugnac，法語發音：[pyɲak]）是法国吉伦特省的一个市镇，属于布莱区。

## 地理
皮尼亚克（45°4'54"N, 0°29'46"W）面积13.53 平方千米，位于法国新阿基坦大区吉倫特省，该省份为法国西南部沿海省份，是法國本土面积最大的省，北起滨海夏朗德省，西临大西洋，南至朗德省，东南接洛特-加龍省，东临多爾多涅省。
与皮尼亚克接壤的市镇（或旧市镇、城区）包括：圣维维安德布莱、托里亚克、塞扎克、锡夫拉克德布莱、朗萨克、蒙布里耶、特亚克。
皮尼亚克的时区为UTC+01:00、UTC+02:00（夏令时）。

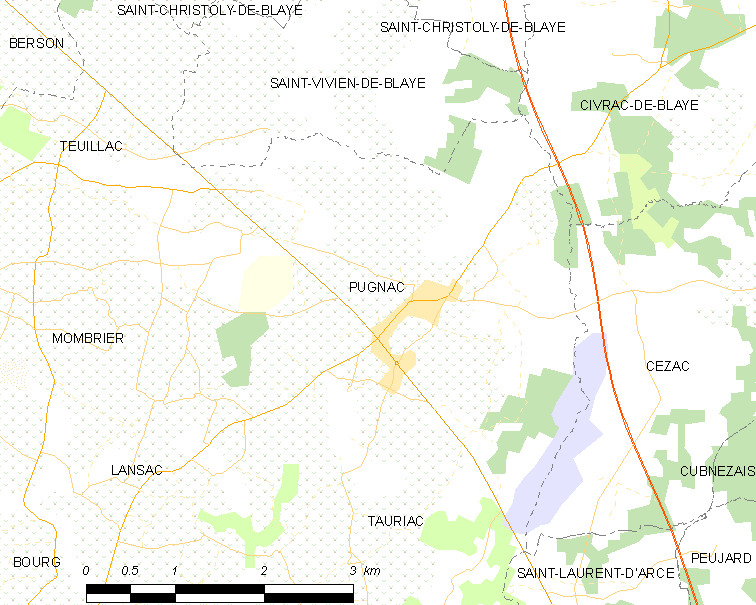
皮尼亚克的OSM定位图

## 行政
皮尼亚克的邮政编码为33710，INSEE市镇编码为33341。

## 政治
皮尼亚克所属的省级选区为河口县。

## 人口

1962-2008年间皮尼亚克人口变化图示

皮尼亚克于2022年1月1日时的人口数量为2417人。